# العلاقات الألمانية الأنغولية
العلاقات الألمانية الأنغولية هي العلاقات الثنائية التي تجمع بين ألمانيا وأنغولا.

## مقارنة بين البلدين
هذه مقارنة عامة ومرجعية للدولتين:
| وجه المقارنة                                              | ألمانيا                                                                              | أنغولا           |
| --------------------------------------------------------- | ------------------------------------------------------------------------------------ | ---------------- |
| المساحة (كم2)                                             | 357.41 ألف                                                                           | 1.25 مليون       |
| عدد السكان (نسمة)                                         | 81.29 مليون                                                                          | 29.78 مليون      |
| الكثافة السكانية (ن./كم²)                                 | 227.44                                                                               | 23.82            |
| العاصمة                                                   | بون، برلين                                                                           | لواندا           |
| اللغة الرسمية                                             | اللغة الألمانية                                                                      | اللغة البرتغالية |
| العملة                                                    | يورو، مارك ألماني                                                                    | كوانزا أنغولي    |
| الناتج المحلي الإجمالي (بليون دولار)                      | 3.68 تريليون                                                                         | 124.21 مليار     |
| الناتج المحلي الإجمالي (تعادل القوة الشرائية) بليون دولار | 3.92 تريليون                                                                         | 184.83 مليار     |
| الناتج المحلي الإجمالي الاسمي للفرد دولار أمريكي          | 41.31 ألف                                                                            | 4.10 ألف         |
| الناتج المحلي الإجمالي للفرد دولار أمريكي                 | 46.40 ألف                                                                            |                  |
| مؤشر التنمية البشرية                                      | 0.926                                                                                | 0.533            |
| رمز المكالمات الدولي                                      | +49                                                                                  | +244             |
| رمز الإنترنت                                              | .de                                                                                  | .ao              |
| المنطقة الزمنية                                           | توقيت وسط أوروبا، ت ع م+01:00، ت ع م+02:00، توقيت أوروبا الوسطى المعياري (ت غ م +1) ‏ | ت ع م+01:00      |

## منظمات دولية مشتركة
يشترك البلدان في عضوية مجموعة من المنظمات الدولية، منها:
| علم المنظمة | اسم المنظمة                        | تاريخ انضمام ألمانيا | تاريخ انضمام أنغولا |
| ----------- | ---------------------------------- | -------------------- | ------------------- |
|             | البنك الإفريقي للتنمية             | ?                    | ?                   |
|             | منظمة الشرطة الجنائية الدولية      | ?                    | ?                   |
|             | منظمة التجارة العالمية             | ?                    | ?                   |
|             | منظمة حظر الأسلحة الكيميائية       | 29 أبريل 1997        | ?                   |
|             | مؤسسة التمويل الدولية              | 20 يوليو 1956        | 19 سبتمبر 1989      |
|             | يونسكو                             | 11 يوليو 1951        | 11 مارس 1977        |
|             | البنك الدولي للإنشاء والتعمير      | 14 أغسطس 1952        | 19 سبتمبر 1989      |
|             | مؤسسة التنمية الدولية              | 24 سبتمبر 1960       | 19 سبتمبر 1989      |
|             | الأمم المتحدة                      | 18 سبتمبر 1973       | 1 ديسمبر 1976       |
|             | وكالة ضمان الاستثمار متعدد الأطراف | 12 أبريل 1988        | 19 سبتمبر 1989      |
|             | الاتحاد الدولي للاتصالات           | 1866                 | 13 أكتوبر 1976      |
|             | الاتحاد البريدي العالمي            | 1 يوليو 1875         | ?                   |

## أعلام
هذه قائمة لبعض الشخصيات التي تربطها علاقات بالبلدين:
- تاتيانا بينتو (رياضية ألمانية، 2 يوليو 1992 – )
- داني دا كوستا (لاعب كرة قدم ألماني، 13 يوليو 1993[32] – )
- مالكولم كاكوتالوا (لاعب كرة قدم ألماني، 15 نوفمبر 1994[33] – )

## وصلات خارجية
- موقع وزارة الخارجية الألمانية
- موقع وزارة الخارجية الأنغولية